# 豐臣秀吉高山國招諭文書

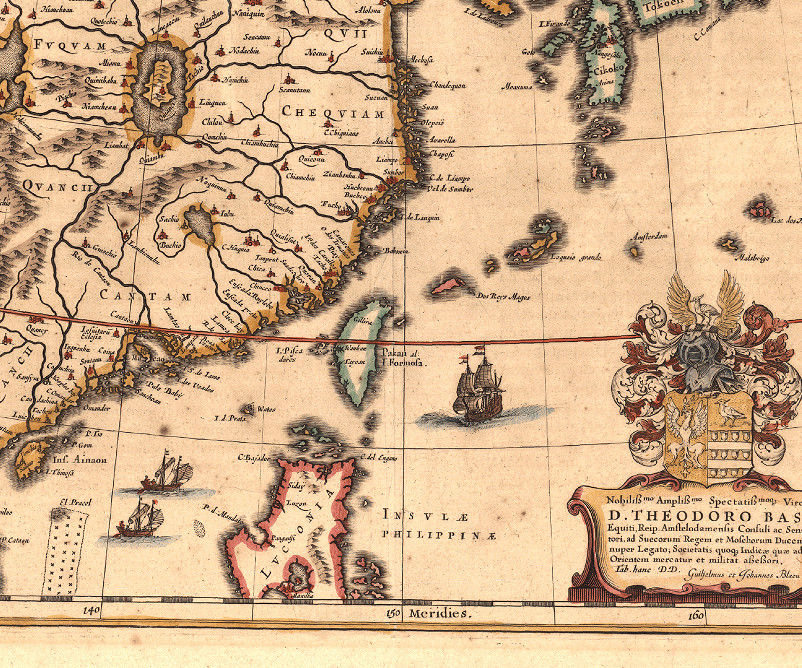
1635年荷蘭人所繪福爾摩沙與周邊國家

豐臣秀吉高山國招諭文書（日语：豊太閤の高山国勧降状），為日本戰國時代文祿2年（1593年），豐臣秀吉派遣使者原田孫七郎前往臺灣（當時日本人稱為高山國）要求納貢所攜帶的諭令文書，但當時臺灣北部處於巴賽族主導的多邦聯政權並存之貿易文化圈，各邦聯之上並無更高的單一統治者，使者因而無法找到符合「高山國國王」身分的招諭傳遞對象。該文書現藏於加賀前田家之尊經閣文庫。

## 概述
16世紀末，豐臣秀吉平定日本內亂之後，開始計畫向外擴張勢力。先是於1592年出兵朝鮮，再於1593年12月27日寫置招諭文書，派遣使者原田孫七郎攜帶《高山國招諭計畫書》前往臺灣北部。其內容有如中國古代帝王征討的文書，除了宣揚國力及豐臣秀吉的功業外，文末並以「若是不來朝，可令諸將征伐之，生長萬物者，日也；枯竭萬物者，日也；思之」威脅及恫嚇臺灣原住民納貢。但由於當時台灣北部西起桃園、東抵宜蘭均屬於由巴賽族主導商貿文化圈，彼此均以巴賽語作為通用語，政治上處於多個邦聯政權並存的狀態（如淡水國、雞籠國與噶瑪蘭族等），原田孫七郎在臺灣北部無法找到符合「高山國國王」形象的跨邦聯統治者作為招諭對象，只得無功而返。

## 影響
豐臣秀吉招諭臺灣的作為，讓西鄰的明朝與佔有南鄰菲律賓群島的西班牙-葡萄牙聯邦感到緊張。明朝加強防禦澎湖，以防日本侵擾沿海；西班牙則準備率先攻占臺灣，以防日本南下。不久，豐臣秀吉、原田相繼去世，日本再度陷入內戰，「招諭」一事遂無疾而終。

## 全文
夫日輪所照臨，至海岳山川草木禽蟲，悉莫不受他恩光也。予際欲處慈母胞胎之時，有瑞夢，其夜已日光滿室，室中如晝；諸人不勝驚懼。相士相聚占筮之，曰：及壯年輝德色於四海，發威光於萬方之奇異也。故不出十年之中，而誅不義、立有功，平定海內。異邦遐陬嚮風者，忽出鄉國遠泛滄海，冠蓋相望結轍於道，爭先而服從矣。朝鮮國者，自往代於本朝有牛耳盟；久背其約。況又，予欲征大明之日，有反謀。此故，命諸將伐之。國王出奔，國城付一炬也。聞事已急，大明出數十萬援兵；雖及戰鬪，終依不得其利，來勅使於本邦肥之前州，而乞降。繇之築數十箇城營，收兵於朝鮮域中慶尚道，而屢決真偽也。如南蠻琉球者，年年獻土宜，海陸通舟車，而仰予德光。其國未入幕中，不逞之罪彌天。雖然不知四方來享，則非其地疎志；故原田氏奉使命而發船。若是不來朝，可令諸將攻伐之。生長萬物者，日也；枯竭萬物亦日也。思之，不具。文祿二歲．星集癸巳．十一月初五日。日本國．前關白